# Joaquín de Montserrat
Pour les articles homonymes, voir Montserrat.
Joaquín de Montserrat, marqués de Cruillas (27 août 1700 à Valencia, Espagne - 21 novembre 1771 à Valencia) fut un officier de l'armée espagnole puis vice-roi de Nouvelle-Espagne du 6 octobre 1760 au 24 août 1766.
Après une remarquable carrière militaire comprenant les campagnes de France, Afrique du Nord, Gibraltar, et Italie, il acquiert une expérience administrative en tant que gouverneur de Badajoz et commandant général d'Aragon. 

## Premières années de son mandat
Joaquín de Montserrat est nommé Vice-roi au début de 1760. La passation de pouvoir a lieu le 19 septembre 1760 à Otumba, et son entrée officielle à Mexico le 6 octobre 1760.
Parmi ses premières et plus importantes préoccupations se trouve l'organisation d'une véritable armée coloniale. En passant par Puebla il passe en revue un bataillon de la milice composé de Negres et Mulattos, armés de bric et de broc. Le Vice-roi fait immédiatement une demande à l'Espagne afin d'obtenir de nouvelles armes.
En 1761 une épidémie de variole s'attaque principalement aux Indiens et fait environ 14 600 morts à Mexico et plus de 80 000 à Puebla. Le gouvernement manque de vider ses caisses afin d'offrir toute l'assistance palliative possible. Le Vice-roi Montserrat prend des mesures d'économie, fait collecter les impôts en retard et interdit l'accumulation de nourriture et autres marchandises.
Le 20 novembre 1761, les Mayas emmenés par Jacinto Canek (en) entrent en rébellion à Cisteil, Yucatan. Canek est capturé le 4 décembre 1761, il est torturé et démembré en place publique à Valladolid. 
D'autres désastres ont lieu durant le mandat de Montserrat, comme une grave inondation à Guanajuato qui paralyse le travail des mines d'argent en avril 1762 et une autre épidémie causant de nombreuses morts en 1763.
Il doit également envoyer des renforts militaires à Sonora, où une révolte des Pimas et Seris a éclaté à la suite des mauvais traitements que leur infligent les colons espagnols. Les rebelles ont exterminé les garnisons de deux presidios et tué le gouverneur avant de fuir vers les montagnes où ils seront finalement vaincus.

## Guerre avec les Anglais
En janvier 1762, après l'accession de Charles III au trône d'Espagne, le pays est en guerre avec l'Angleterre (guerre de Sept Ans). La Havane tombe aux mains des Anglais le 13 août 1762, et Veracruz est sous la menace d'un débarquement imminent. Montserrat renforce les fortifications de Veracruz et s'assure qu'elles sont bien approvisionnées. Il lève des troupes supplémentaires et les fait entraîner afin qu'elles soient bien opérationnelles. Pour garder les entrepôts, il organise deux compagnies de Negres et Mulattos. La population les surnomme Los Morenos. Les marchands de Veracruz forment et assurent l'équipement et le salaire d'une autre compagnie. D'autres bataillons et régiments sont levés dans les provinces, à Valladolid, León, Puebla et Oaxaca, ainsi que cavalerie et milice dans les grandes villes.
Le traité de Paris marquant la fin de la guerre de Sept Ans est signé le 10 février 1763.
En 1764 Montserrat organise le service postal, envoie de l'aide à Cuba et continue les travaux du système de drainage de Mexico.

## Réorganisation de l'armée coloniale
Ce Vice-roi est considéré comme l'initiateur de la première véritable armée professionnelle de Nouvelle-Espagne. Les soldats étaient des Mestizos, Negres et Mulattos, les Indiens n’étant pas acceptés au service militaire. Les officiers, au moment de son arrivée, sont des volontaires de bonne famille mais sans formation militaire. Le vice-roi requiert donc que l'Espagne envoie des instructeurs militaires. Le 1er novembre 1765, le lieutenant général Juan de Villalba arrive à Veracruz, avec cinq autres généraux, divers officiers et hommes de troupe qui seront les instructeurs de la nouvelle armée coloniale.
Le 30 septembre 1765, José María Morelos, héros de la Guerre d'indépendance du Mexique naît à Valladolid.

## Dernières années de son mandat
Charles III ayant perdu confiance en Montserrat à cause d'une baisse dans la perception des revenus royaux. La Couronne nomme José de Gálvez, visitador (inspector), muni de tous pouvoirs pour réformer l'administration et introduire de nouvelles idées économiques. Gálvez, ministre du Conseil des Indes, arrive le 2 août 1765.
En 1766, Montserrat accorde des concessions aux mineurs de Guanajuato qui s'étaient rebellés. Il crée de nouveaux presidios dans le nord de la colonie. Ensuite, dégouté par le transfert de nombre de ses prérogatives au visitador, il démissionne et rentre en Espagne, où il meurt à Valencia en 1771.